# Demonax tipularius
Demonax tipularius là một loài bọ cánh cứng trong họ Cerambycidae.